# Tjaša Pintar
Tjaša Pintar, född 15 februari 1997, är en slovensk simmare.
Pintar tävlade för Slovenien vid olympiska sommarspelen 2016 i Rio de Janeiro. Hon var en del av Sloveniens lag som blev utslagna i försöksheatet på 4x200 meter frisim.